# 少女☆射擊2
《少女☆射擊2》是日本美少女類眼力射擊遊戲，由Inti Creates開發。遊戲於2018年3月15日於PlayStation 4、任天堂Switch版發行。2018年6月7日更新版本加上繁體中文、韓文。

## 外部連結
- 官方网站